# Santa Giusta
Santa Justa (sard) o Santa Giusta (italià) és un municipi italià, dins de la província d'Oristany. L'any 2007 tenia 4.408 habitants. Es troba a la regió de Campidano di Oristano. Limita amb els municipis d'Ales, Arborea, Marrubiu, Morgongiori, Oristano, Palmas Arborea i Pau.

## Llista d'Alcaldes
- Salvatore Garau (1953)
- Garau Antonio (1866-1871)
- Maxia Francesco (1871-1875)
- Figus Giovanni (1875-1878)
- Contini Buschettu Giovanni (1878-1881)
- Pinna Agostino (1881-1882)
- Tolu Giovannino (1883-1883)
- Figus Giovanni (1890-1891)
- Figus Giuseppe (1892-1895)
- Figus Giovanni (1896-1897)
- Corrias Eugenio (1897-1914)
- Matta Giovanni (1914-1917)
- Puddu Gavino (1917-1920)
- Scano Vincenzo (1921-1921)
- Piras Salvatore (1922-1927).
- Fracció d'Oristany 1927-1947
- Figus Beniamino (1947-1952)
- Carrus Vincenzo (1952-1956)
- Melis Salvatore (1956-1958)
- Cadoni Pietro (1958-1959)
- Puddu Peppino (1959-1960)
- Garau Daniele (1960-1964)
- Carrus Vincenzo (1964-1970)
- Figus Delio (1970-1975)
- Cannas Bernardino (1975-1980)
- Garau Luigi (1980-1990)
- Melis Tino (1990-2005)
- Figus Antonello (2005)